# Raffaele Numeroso
Raffaele Numeroso (Lusciano, 9 aprile 1886 – Lusciano, 9 agosto 1969) è stato un politico italiano.
Fu membro della Democrazia Cristiana in Campania e segnatamente nell'agro aversano. Fu deputato all'Assemblea Costituente e parlamentare della prima legislatura repubblicana.

## Biografia
Nato a Lusciano dove trascorse l'infanzia e la giovinezza, conseguì la licenza superiore presso il liceo Cirillo di Aversa. Laureatosi poi in giurisprudenza con 110 e lode, partecipò alla prima guerra mondiale come ufficiale di complemento.
Nell'immediato dopoguerra vinse il concorso per dirigenti del comune di Napoli.
Nel 1919 aderì alla formazione politica dei cattolici democratici e, in rappresentanza di tale schieramento, ricoprì l'incarico di assessore del comune di Lusciano e poi di consigliere comunale di Aversa.
Fu eletto nel collegio di Napoli alla Camera dei Deputati alle prime elezioni politiche della Repubblica. Durante la I legislatura fu iscritto al gruppo parlamentare Democratico Cristiano e fu membro della Commissione Affari Interni.
Data di morte: 9 agosto 1969
Al suo paese natale, Lusciano, gli è stato dedicato un parco (Parco Numeroso, Via Don Peppe Diana, Lusciano, CE).